# Contribution de l'Australie à la guerre du golfe de 1991

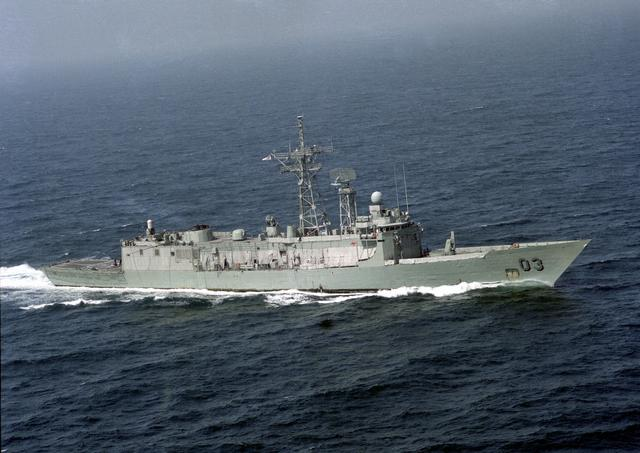
Le Sydney dans le golfe persique en 1991.

L'Australie est membre de la coalition internationale qui envoie des forces militaires pendant la guerre du Golfe de 1991, guerre également connue sous le nom d'opération Tempête du désert et guerre du golfe Persique. Alors que les forces australiennes n'ont pas pris part aux combats, on leur a fait jouer un rôle important dans l'application de sanctions mises en place contre l'Irak après l'invasion du Koweït, ainsi que d'autres petites contributions de soutien à l'opération Tempête du désert.

## Présentation
La contribution de l'Australie à la guerre du golfe Persique de 1991 était centrée autour d'une force navale qui faisait partie de la flotte multi-nationale basée dans le golfe Persique et le golfe d'Oman. En outre, des équipes médicales ont été déployées à bord d'un navire-hôpital des États-Unis et une équipe de plongée a pris part au déminage des installations portuaires du Koweït à la fin de la guerre.
Après la fin de la guerre, l'Australie a déployé une unité médicale au nord de l'Irak dans le cadre de l'opération Provide Comfort. Périodiquement des navires de guerre australiens ont été déployés dans le golfe Persique pour faire appliquer les sanctions contre l'Irak jusqu'à l'invasion de l'Irak de 2003.
Bien qu'il y ait eu des propositions visant à déployer d'autres unités (y compris une demande publique des États-Unis pour des avions de reconnaissance RF-111), ces propositions n'ont pas abouti et aucune unité de combat australienne n'a été déployée. Alors que certaines publications suggèrent que les Services Spéciaux australiens (SAS) ont pris part à la guerre, l'information n'est pas exacte (même si les SAS ont été portés à un plus haut niveau de préparation et même si un très petit nombre de membres des SAS ont participé à des actions lors d'échanges avec les SAS britanniques).